# Litoria nigrofrenata
Espèce
Synonymes
- Hyla nigrofrenata Günther, 1867

Statut de conservation UICN

 LC  : Préoccupation mineure
Litoria nigrofrenata est une espèce d'amphibiens de la famille des Pelodryadidae.

## Répartition
Cette espèce se rencontre jusqu'à 250 m d'altitude :
- en Australie dans le Nord du Queensland, dans la péninsule du cap York et sur les îles du détroit de Torrès, ce qui représente 134 900 km2[2] ;
- en Papouasie-Nouvelle-Guinée dans les savanes du Sud de la Nouvelle-Guinée entre le Bensbach et le Fly.

Sa présence est incertaine en Nouvelle-Guinée occidentale en Indonésie.

## Description

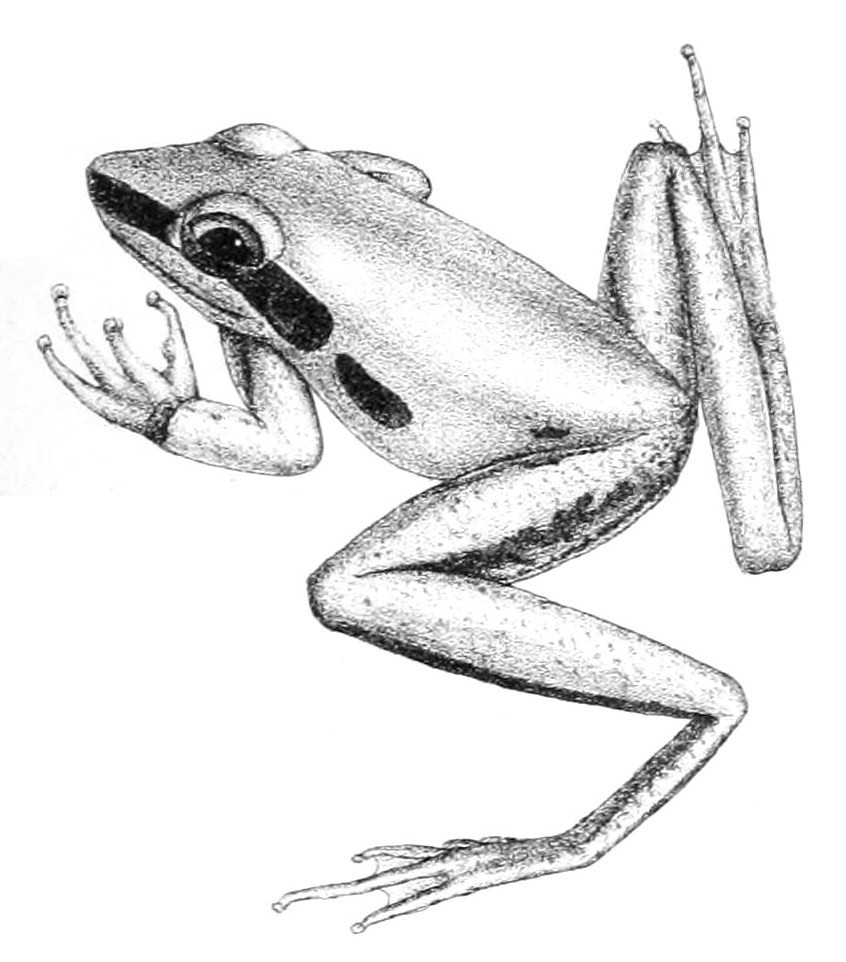
Litoria nigrofrenata par Mintern en 1882

Les mâles mesurent de 37 à 42 mm et les femelles de 39 à 46 mm.

## Publication originale
- Günther, 1867 : Additions to the knowledge of Australian Reptiles and Fishes. Annals and Magazine of Natural History, sér. 3, vol. 20, p. 45-68 (texte intégral).